# Бульвар Шевченка (Черкаси)
Бульвар Шевче́нка — бульвар у Черкасах, який є центральною вулицею міста. Бульвар є чи не найдовшим у Європі.

## Розташування
Починається від вулиці Степана Бандери на півночі, де в мікрорайоні Соснівка продовжується як вулиця Дахнівська. Простягається на південний схід до площі 700-річчя Черкас (на перетині з вулицею Сінною) понад 6,5 км. Ширина сягає 30-32 м. З бульваром перехрещується велика кількість вулиць, як головних, так і другорядних, але тільки одна не під прямим кутом — вулиця Припортова.

## Опис
Бульвар засаджений каштанами i тополями (на початку), подекуди трапляються й інші дерева. Алея облаштована лавками для відпочинку, сміттєвими урнами, клумбами, у центральній частині міста огороджена з боку транспортної частини. Навесні 2016 року асфальтоване покриття замінується на тротуарну плитку. Дороги мають по дві смуги руху в кожному напрямку, по всій своїй довжині бульвар облаштований дротами для руху тролейбусів.

## Походження назви
Вперше вулиця згадується 1879 року як Старочигиринська. 1911 року її було перейменовано на Олександрівську, а з 1923 року вона має ім'я Шевченка. 1989 року вулиці було надано статус бульвару.

## Площі
По бульвару розміщені кілька площ: Воїнів-інтернаціоналістів, Соборна, Тараса Шевченка, Богдана Хмельницького та 700-річчя Черкас.
Крім них, є кілька місцин, які офіційно не зареєстровані як площі, але часто вважаються такими: "Університетська площа" — на розі з вулицею Університетською, перед 1-м корпусом ЧНУ; "Європейська площа" — на розі з вулицею Смілянською, коло колишнього Будинку Торгівлі; "площа Знань" — між вулицями Чехова і Кобзарською, коло 1-го та перед 2-м і 3-м корпусами ЧДТУ.
Для всіх цих площ, як і для інших площ міста Черкаси, характерно, що розміщені на них будівлі мають нумерацію не на відповідних площах, а на бульварі Шевченка або відповідних прилеглих вулицях.

## Будівлі
По бульвару розташовані Черкаська обласна державна адміністрація, Соснівський та Придніпровський райвиконкоми, Черкаський головпоштамт, згорілий Черкаський драмтеатр, Черкаський ЦНТЕІ, Палац культури «Дружба народів», два найбільші університети області (ЧНУ та ЧДТУ), ТЦ "Depo't-Центр" та велика кількість торговельних та розважальних центрів. До 2008 року на Соборній площі (тоді ще Леніна), що в центрі міста, височів пам'ятник Володимиру Леніну.

## Парки
По булвару Шевченка розташований найбільший та наймальовничіший Соснівський парк. Раніше він мав назву парк 50-річчя. Парк відрізняється своєю багатою рослинністю, сосновими та дубовими деревами. На території парку розташоване мальовниче озеро з фонтаном "Русалка". Також на території парку є міст "Закоханих", який має дурну славу, тому що часто стає місцем для самогубств.
Парк розміщено на холмах Дніпра і з нього відкривається розкішний неймовірний вид на водні гладі ріки та залізничний міст.

### За номерами
| Номер    | Зображення | Опис |
| -------- | ---------- | --- |
| 81       |            | Черкаський національний університет імені Богдана Хмельницького                                                                          |
| 117      |            | Будівля Соснівського райвиконкому міста Черкаси                                                                                          |
| 145      |            | Торговий центр «Plazma» |
| 153      |            | Черкаська дитяча музична школа № 2, корпус № 1                                                                                           |
| 155      |            | Черкаський будинок трауру |
| 163      |            | Аптека-музей «Крещатикъ» |
| 184      |            | Черкаська дитяча музична школа № 2, корпус № 2                                                                                           |
| 185      |            | обласна адміністрація |
| 187      |            | Готель «Optima» |
| 189      |            | Торговий Центр «Сільпо» (колишній магазин «Дитячий світ»), розташований у будівлі поч. ХХ ст., де знаходилися крамниці купців Малишевих. |
| 200      |            | «Німецький будинок» серії PH 16 |
| 205      |            | Черкаський державний науково-дослідний інститут техніко-економічної інформації в хімічній промисловості                                  |
| 205      |            | Черкаський державний центр науково-технічної та економічної інформації                                                                   |
| 208      |            | ТРЦ Lubava на місці колишньої трикотажної фабрики                                                                                        |
| 220, 222 |            | будинки серії II-29 (також № 218) |
| 234      |            | Черкаський академічний обласний український музично-драматичний театр імені Т. Г. Шевченка та Пам'ятник Тарасові Шевченку (Черкаси)      |
| 249      |            | Палац культури «Дружба народів» |
| 286      |            | Прокуратура Черкаської області |
| 287      |            | Черкаська міська санепідемстанція, що знаходиться в будинку Майбороди                                                                    |
| 332      |            | Головне відділення банку «Ощадбанк» в місті Черкаси                                                                                      |
| 345      |            | Будинок, в якому жили Петро Дубовий та Василь Симоненко                                                                                  |
| 458      |            | Корпус № 2 Черкаського державного технологічного університету та скульптурна композиція «Сходи знань» на площі Знань                     |